# Benthullen

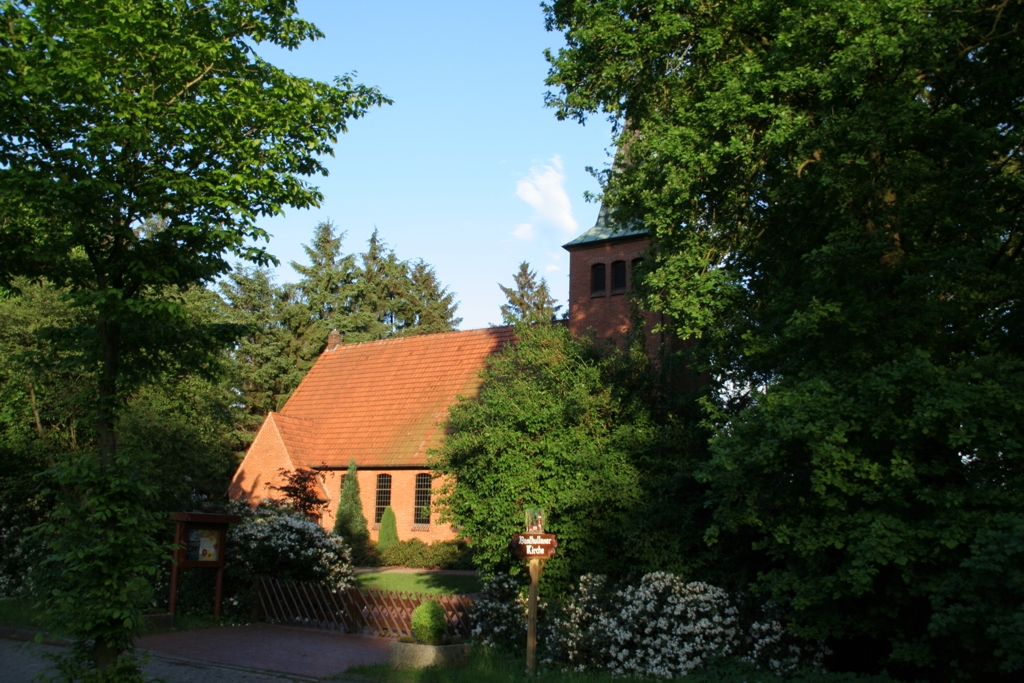
Gebäude der evangelisch-lutherischen Kirchengemeinde

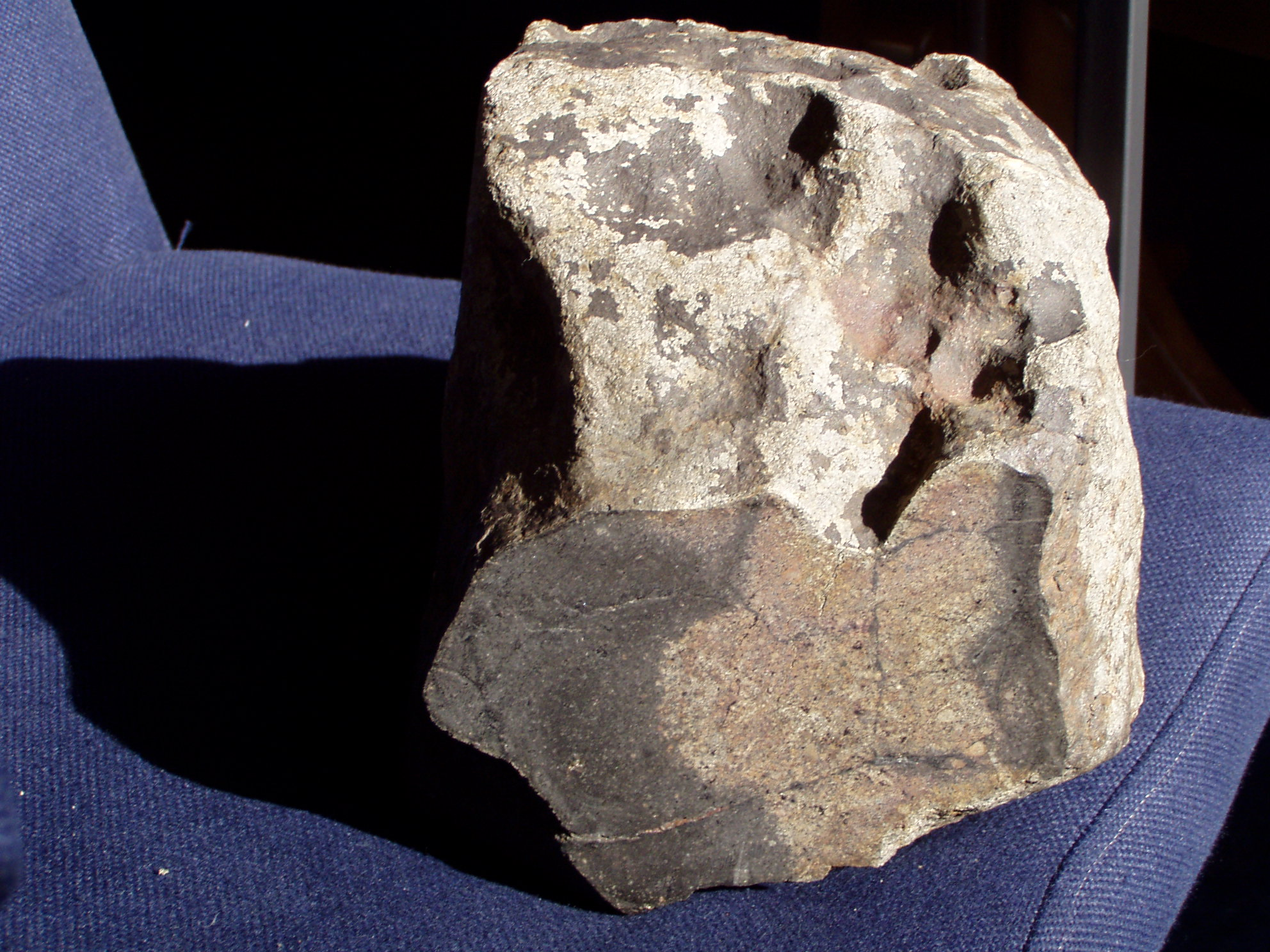
Meteorit Benthullen

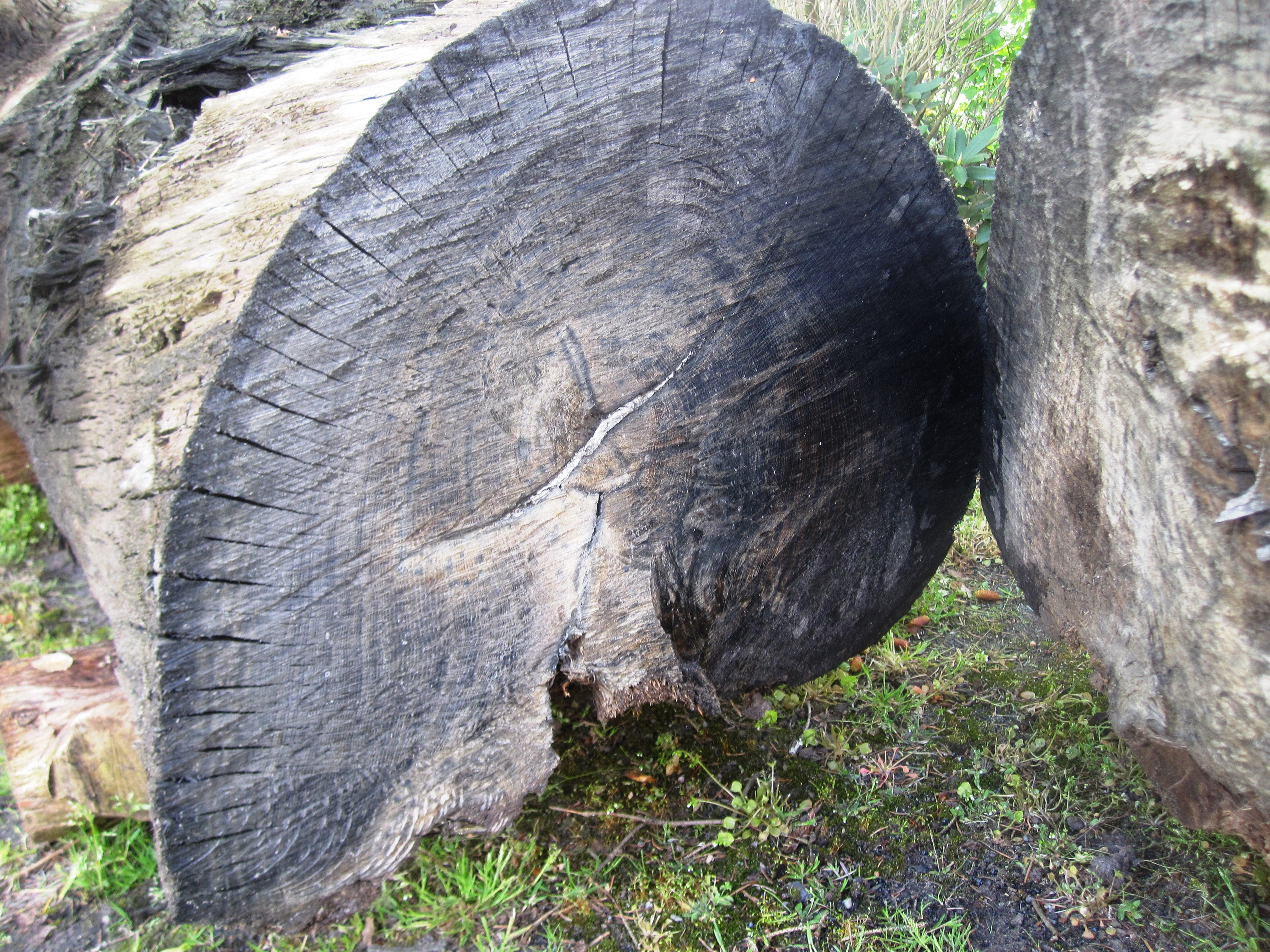
Stamm einer über 5000 Jahre alten Eiche im Außenbereich des Museums

Benthullen ist ein Dorf der Gemeinde Wardenburg im Landkreis Oldenburg im nordwestlichen Niedersachsen.

## Geographie
Benthullen liegt im Nordwesten des Naturparks Wildeshauser Geest südlich der Stadt Oldenburg. Neben der Stadt Oldenburg im Norden ist der nächstgrößere Ort der Gemeinde Wardenburg die Ortschaft Sandkrug. Nördlich der Ortslage befindet sich das Benthullener Moor.

## Geschichte
Das Dorf Benthullen wurde 1934 gegründet.
Noch 1933 war Benthullen ein Sumpfgebiet. Als erster Schritt zur Trockenlegung des Gebietes, in dem heute Benthullen liegt, wurden Gräben gezogen. Dies geschah durch den Freiwilligen Arbeitsdienst aus dem Saarland.
Der Meteorit Benthullen wurde zwischen 1944 und 1948 gefunden. Das Datum der Entdeckung kann nicht genau festgelegt werden, da die Angaben hierzu schwanken. Er ist mit 17,25 kg der zweitgrößte Steinmeteorit Deutschlands. Er entstand vor 4,5 Milliarden Jahren und zählt zu den L-Chondriten der Gruppe 6.
Als Anziehungspunkt für Benthullen hat sich das Moor- und Bauernmuseum entwickelt. Zum 50-jährigen Bestehen Benthullens wurde 1984 ein provisorisches Museum eingerichtet. Das heutige Museum wurde am 1. September 1997 gegründet und gibt einen Einblick in das Leben in den vergangenen Jahrzehnten. Seit 2013 wird im Außenbereich des Museums eine etwa 5000 Jahre alte Eiche präsentiert, die im Moor von Charlottendorf-West entdeckt wurde.

### Einwohnerentwicklung
Nach 1945 wuchs Benthullen durch den Zuzug von Flüchtlingen und Vertriebenen. Ende 2005 lebten in Benthullen Ost und Benthullen West 615 Einwohner (Haupt- und Nebenwohnungen), Ende 2013 waren es 564 Einwohner, bis Ende 2016 verringerte sich die Zahl dann auf 559.